# Verwaltungsgliederung Lettlands
Die Verwaltungsgliederung Lettlands umfasst seit 2021 sieben eigenständige staatliche Städte (lettisch valstspilsētas) und 36 Bezirksgemeinden (novadi).

## Vom Mittelalter bis zum Ersten Weltkrieg

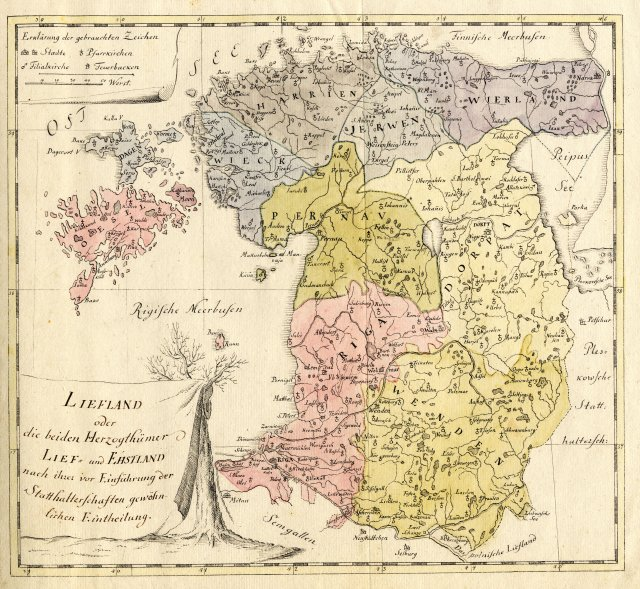
Herzogtümer Livland und Estland im 18. Jh., mit Untergliederungen

- Die Livländische Konföderation des Mittelalters bestand aus den Stiftsgebieten der Bistümer und dem Gebiet des Livländischen Ordens.[1] Das Ordensland war dabei in Komtureien eingeteilt.
- Mit Einführung der Reformation wurden 1561 die Bistümer aufgehoben und der Ordensstaat zu weltlichen Herzogtümern umgewandelt: Im Herzogtum Kurland und Zemgallen bestanden 10 Kreise. Das polnisch-litauische Herzogtum Livland hingegen war zuerst in vier Kreise und ab 1598 in drei Woiwodschaften aufgeteilt. Die Schweden richteten 1629 im eroberten Gebiet die Kreise Riga und Cēsis ein. Der bei Polen verbliebene Teil wurde zur Woiwodschaft Livland.
- Nachdem im 18. Jahrhundert alle lettischen Gebiete an Russland fielen, bestanden das Gouvernement Livland und das Gouvernement Kurland – beide waren in Kreise eingeteilt. Polnisch Livland wurde 1772 Teil des Gouvernements Witebsk.
- Im Mittelalter entstanden an den Orten der Warenablieferungen an die Oberherren die lettischen Gemeinden. Die Gemeinde (lettisch pagasts) hatte keine Befugnisse, sondern regelte Angelegenheiten und Streitfälle unter den Bauern. Erst nach der Abschaffung der Leibeigenschaft im 19. Jahrhundert erhielten die Gemeinden eine offizielle Funktion.

## Erste Republik
Als Lettland 1918 unabhängig wurde, übernahm der Staat zunächst die bestehende Gliederung in 26 Kreise. Dann wurde 1924 eine neue administrative Einteilung durchgeführt: Das Land bestand fortan aus 19 Kreisen (apriņķi) und 519 Gemeinden (pagasti).
Über die Wechsel er Herrschaftsverhältnisse während des Zweiten Weltkriegs hinweg behielten die Kreise ihre Zuschnitte bis 1945.

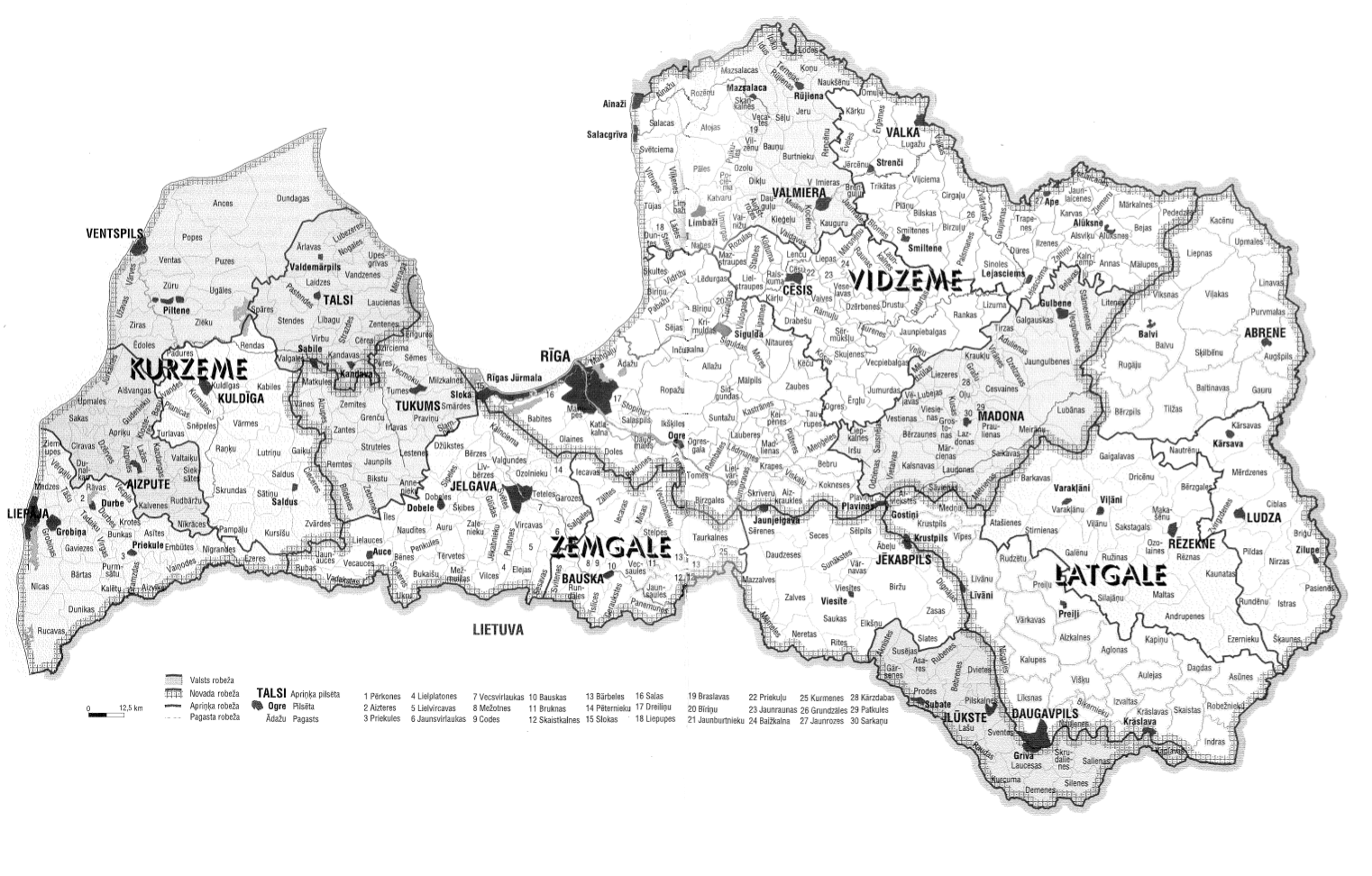
Verwaltungsgliederung Lettlands 1924–1945

## Sowjetrepublik
Unter der Sowjetherrschaft wurde die Anzahl der Kreise 1946 auf 20 und 1947 auf 25 erhöht.
1949 wurden die Kreise und Gemeinden aufgelöst und durch eine Einteilung der Lettischen Sowjetrepublik in Rajons ersetzt. In einem Rajon sind typischerweise dessen Institutionen gleichermaßen Institutionen des Zentralortes. Die übrigen Orte besitzen Dorf- (oder Stadt-) Sowjets mit geringen Kompetenzen. Die Anzahl der Rajons betrug anfangs 58, zuletzt 25.

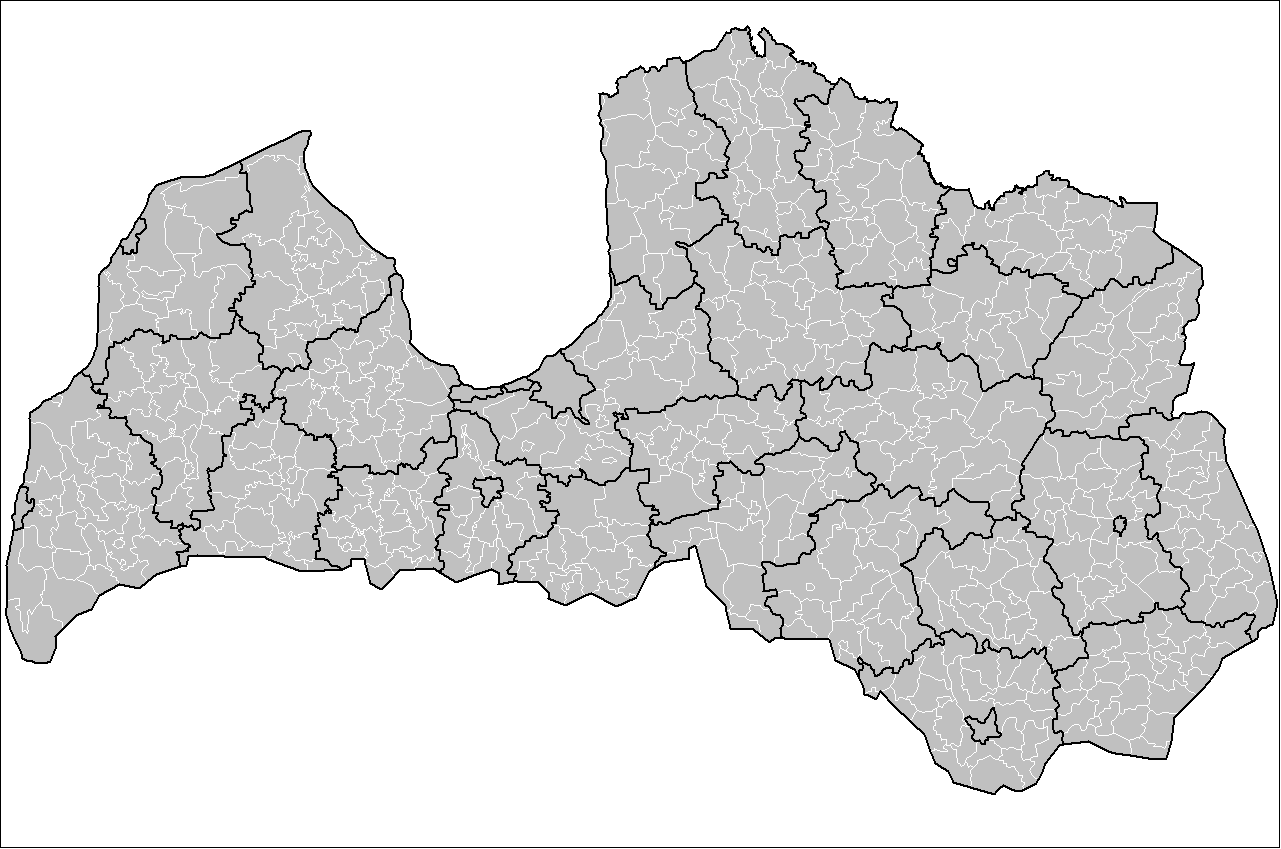
Rajons und Gemeinden Lettlands 2007, vor der Verwaltungsreform von 2009

## Zweite Republik
Nach der Wiederherstellung der lettischen Unabhängigkeit 1990 wurden die Gemeinden wieder eingerichtet und 7 kreisfreie („bezirksfreie“) Städte aus den nun 26 Rajons ausgegliedert, die in 64 Bezirksstädte und 469 Gemeinden gegliedert wurden.
Liste der Rajons:
Aizkraukles rajons, Alūksnes rajons, Balvu rajons, Bauskas rajons, Cēsu rajons, Daugavpils rajons, Dobeles rajons, Gulbenes rajons, Jēkabpils rajons, Jelgavas rajons, Krāslavas rajons, Kuldīgas rajons, Liepājas rajons, Limbažu rajons, Ludzas rajons, Madonas rajons, Ogres rajons, Preiļu rajons, Rēzeknes rajons, Rīgas rajons, Saldus rajons, Talsu rajons, Tukuma rajons, Valkas rajons, Valmieras rajons, Ventspils rajons

### Verwaltungsreform von 1996–2009
Diskussionen über eine Reform der territorialen Verwaltung begannen unmittelbar nach der lettischen Unabhängigkeit. Als Resultat wurde ein einstufiges Modell beschlossen, indem mehrere Gemeinden zusammengefasst und die Landkreise abgeschafft werden sollten.
Bereits 1996 vereinigten sich erste Gemeindeverwaltungen bei Kandava. Danach kam die Reform ins Stocken.
Es wurden die Kommunalwahlen 2009 als letzter Termin festgelegt. Zu diesem Zeitpunkt verloren die restlichen 424 Gemeinden (pagasti) und 50 Städte rechtlich wieder ihren Gemeindestatus, obwohl die bisherige Bezeichnung Pagasts beibehalten wurde. Die Kommunalebene bestand nun aus 110 Bezirksgemeinden (unter der Bezeichnung Novadi, die im Lettischen beispielsweise auch für polnische Woiwodschaften verwendet wird) sowie sieben eigenständigen Republik-Städten. Die alten Gemeindeverwaltungen bestanden teilweise weiter, da die avisierte Umorganisation Zeit brauchte. Siehe: Liste der lettischen Verwaltungsgliederung (2009–2021)

Verwaltungsgliederung Lettlands 2009–2021

### Verwaltungsreform von 2021
Am 1. Juli 2021 wurden die Bezirksgemeinden neu eingeteilt. Die Territorien der nunmehr zehn staatliche Städte (davon nur 7 als selbstständige Gemeinden) und 36 Bezirksgemeinden ähneln wieder mehr denen der vormaligen Rajons bis 2009. Ein entsprechendes Gesetz war am 22. Juli 2020 vom Staatspräsidenten unterzeichnet worden.

## Aktuelle Einteilung

### Staatliche Städte
| Nr. | Stadt      | Wappen | Staatliche Stadtrechte | Fläche | Einwohnerzahl | Siedlungsdichte | Bezirksgemeinde                                     |
| --- | ---------- | ------ | ---------------------- | ------ | ------------- | --------------- | --------------------------------------------------- |
| 01  | Daugavpils |        | 1940                   | 072,37 | 079.618       | 1.100           | Bezirksgemeinde Augšdaugava (Zusammenarbeit mit)    |
| 02  | Jēkabpils  |        | 2009                   | 025,45 | 021.339       | 0.838           | Bezirksgemeinde Jēkabpils (Teil von)                |
| 03  | Jelgava    |        | 1940                   | 060,56 | 055.367       | 0.914           | Bezirksgemeinde Jelgava (Zusammenarbeit mit)        |
| 04  | Jūrmala    |        | 1959                   | 101,23 | 050.190       | 0.496           | –                                                   |
| 05  | Liepāja    |        | 1940                   | 068,02 | 067.591       | 0.994           | Bezirksgemeinde Dienvidkurzeme (Zusammenarbeit mit) |
| 06  | Ogre       |        | 2021                   | 016,18 | 022.940       | 1.418           | Bezirksgemeinde Ogre (Teil von)                     |
| 07  | Rēzekne    |        | 1953                   | 017,50 | 026.959       | 1.541           | Bezirksgemeinde Rēzekne (Zusammenarbeit mit)        |
| 08  | Rīga       |        | 1931/1940              | 304,00 | 611.824       | 2.013           | –                                                   |
| 09  | Valmiera   |        | 2009                   | 019,36 | 022.748       | 1.175           | Bezirksgemeinde Valmiera (Teil von)                 |
| 10  | Ventspils  |        | 1940                   | 057,96 | 033.064       | 0.570           | Bezirksgemeinde Ventspils (Zusammenarbeit mit)      |

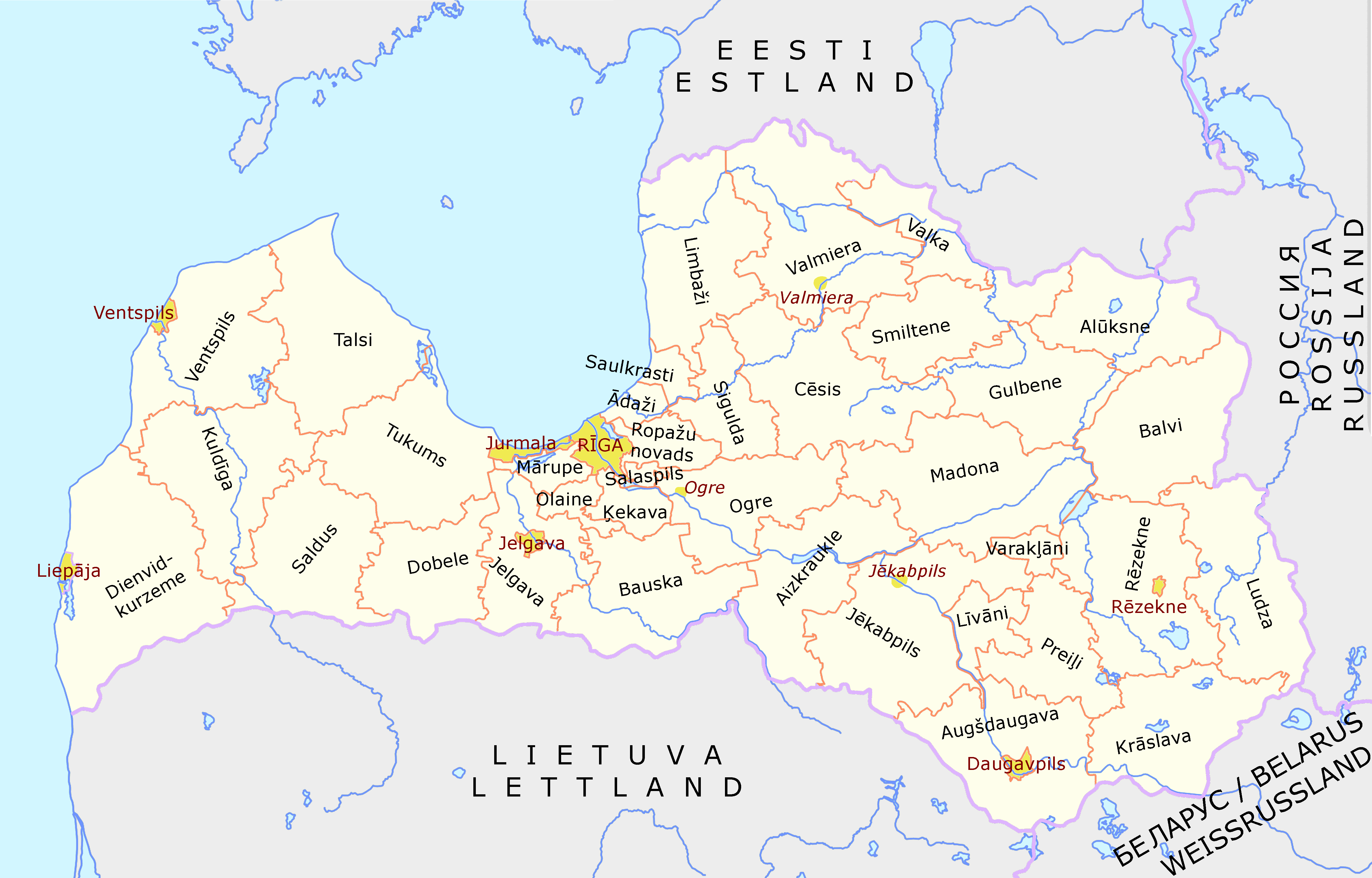
Verwaltungsgliederung Lettlands seit 2021: gelblich unterlegt = staatliche Städte, Normalschrift = Gemeindestatus, kursiv = ohne Gemeindestatus

(Stand der Einwohnerzahlen: 1. Januar 2022)

### Bezirksgemeinden
| Nr. | Bezirksgemeinde | Wappen | Zentrum    | Städte                                     | Gemeinden | Fläche (km²) | Einwohnerzahl | Einwohnerdichte (Einw./km²) |
| --- | --------------- | ------ | ---------- | ------------------------------------------ | --- | ------------ | ------------- | --------------------------- |
| 01  | Ādaži           |        | Ādaži      | 0                                          | 02 Ādažu pagasts Carnikavas pagasts | 0243,32      | 21.869        | 089,9                       |
| 02  | Aizkraukle      |        | Aizkraukle | 4 Aizkraukle Jaunjelgava Koknese Pļaviņas  | 18 Aiviekstes pagasts Aizkraukles pagasts Bebru pagasts Daudzeses pagasts Iršu pagasts Jaunjelgavas pagasts Klintaines pagasts Kokneses pagasts Mazzalves pagasts Neretas pagasts Pilskalnes pagasts Seces pagasts Sērenes pagasts Skrīveru pagasts Staburaga pagasts Sunākstes pagasts Vietalvas pagasts Zalves pagasts | 2274,24      | 28.818        | 012,7                       |
| 03  | Alūksne         |        | Alūksne    | 1 (Alūksne)                                | 15 Alsviķu pagasts Annas pagasts Ilzenes pagasts Jaunalūksnes pagasts Jaunannas pagasts Jaunlaicenes pagasts Kalncempju pagasts Liepnas pagasts Malienas pagasts Mālupes pagasts Mārkalnes pagasts Pededzes pagasts Veclaicenes pagasts Zeltiņu pagasts Ziemera pagasts | 1697,58      | 13.394        | 007,9                       |
| 04  | Augšdaugava     |        | Daugavpils | 2 Ilūkste Subate                           | 25 Ambeļu pagasts Bebrenes pagasts Biķernieku pagasts Demenes pagasts Dubnas pagasts Dvietes pagasts Eglaines pagasts Kalkūnes pagasts Kalupes pagasts Laucesas pagasts Līksnas pagasts Maļinovas pagasts Medumu pagasts Naujenes pagasts Nīcgales pagasts Pilskalnes pagasts Prodes pagasts Salienas pagasts Skrudalienas pagasts Sventes pagasts Šēderes pagasts Tabores pagasts Vaboles pagasts Vecsalienas pagasts Višķu pagasts                                                        | 2523,58      | 24.760        | 009,8                       |
| 05  | Balvi           |        | Balvi      | 2 Balvi Viļaka                             | 19 Baltinavas pagasts Balvu pagasts Bērzkalnes pagasts Bērzpils pagasts Briežuciema pagasts Krišjāņu pagasts Kubulu pagasts Kupravas pagasts Lazdukalna pagasts Lazdulejas pagasts Medņevas pagasts Rugāju pagasts Susāju pagasts Šķilbēnu pagasts Tilžas pagasts Vectilžas pagasts Vecumu pagasts Vīksnas pagasts Žīguru pagasts | 2386,29      | 18.280        | 007,7                       |
| 06  | Bauska          |        | Bauska     | 2 Bauska Iecava                            | 18 Bārbeles pagasts Brunavas pagasts Ceraukstes pagasts Codes pagasts Dāviņu pagasts Gailīšu pagasts Iecavas pagasts Īslīces pagasts Kurmenes pagasts Mežotnes pagasts Rundāles pagasts Skaistkalnes pagasts Stelpes pagasts Svitenes pagasts Valles pagasts Vecsaules pagasts Vecumnieku pagasts Viesturu pagasts | 2174,91      | 40.988        | 018,8                       |
| 07  | Cēsis           |        | Cēsis      | 2 Cēsis Līgatne                            | 21 Amatas pagasts Drabešu pagasts Dzērbenes pagasts Inešu pagasts Jaunpiebalgas pagasts Kaives pagasts Liepas pagasts Līgatnes pagasts Mārsnēnu pagasts Nītaures pagasts Priekuļu pagasts Raiskuma pagasts Skujenes pagasts Stalbes pagasts Straupes pagasts Taurenes pagasts Vaives pagasts Vecpiebalgas pagasts Veselavas pagasts Zaubes pagasts Zosēnu pagasts | 2668,13      | 40.610        | 015,2                       |
| 08  | Dienvidkurzeme  |        | Grobiņa    | 5 Aizpute Durbe Grobiņa Pāvilosta Priekule | 26 Aizputes pagasts Bārtas pagasts Bunkas pagasts Cīravas pagasts Dunalkas pagasts Dunikas pagasts Durbes pagasts Embūtes pagasts Gaviezes pagasts Gramzdas pagasts Grobiņas pagasts Kalētu pagasts Kalvenes pagasts Kazdangas pagasts Lažas pagasts Medzes pagasts Nīcas pagasts Otaņķu pagasts Priekules pagasts Rucavas pagasts Sakas pagasts Tadaiķu pagasts Vaiņodes pagasts Vecpils pagasts Vērgales pagasts Virgas pagasts                                                           | 3591,06      | 32.396        | 009                         |
| 09  | Dobele          |        | Dobele     | 2 Auce Dobele                              | 19 Annenieku pagasts Augstkalnes pagasts Auru pagasts Bēnes pagasts Bērzes pagasts Bikstu pagasts Bukaišu pagasts Dobeles pagasts Īles pagasts Jaunbērzes pagasts Krimūnu pagasts Lielauces pagasts Naudītes pagasts Penkules pagasts Tērvetes pagasts Ukru pagasts Vecauces pagasts Vītiņu pagasts Zebrenes pagasts | 1629,33      | 27.689        | 017                         |
| 10  | Gulbene         |        | Gulbene    | 1 (Gulbene)                                | 13 Beļavas pagasts Daukstu pagasts Druvienas pagasts Galgauskas pagasts Jaungulbenes pagasts Lejasciema pagasts Litenes pagasts Lizuma pagasts Līgo pagasts Rankas pagasts Stāmerienas pagasts Stradu pagasts Tirzas pagasts | 1872,22      | 18.930        | 010,1                       |
| 11  | Jēkabpils       |        | Jēkabpils  | 3 Aknīste Jēkabpils Viesīte                | 22 Aknīstes pagasts Asares pagasts Atašienes pagasts Ābeļu pagasts Dignājas pagasts Dunavas pagasts Elkšņu pagasts Gārsenes pagasts Kalna pagasts Krustpils pagasts Kūku pagasts Leimaņu pagasts Mežāres pagasts Rites pagasts Rubenes pagasts Salas pagasts Saukas pagasts Sēlpils pagasts Variešu pagasts Vīpes pagasts Zasas pagasts | 2996,05      | 39.700        | 013,3                       |
| 12  | Jelgava         |        | Jelgava    | 0                                          | 16 Cenu pagasts Elejas pagasts Glūdas pagasts Jaunsvirlaukas pagasts Kalnciema pagasts Lielplatones pagasts Līvbērzes pagasts Ozolnieku pagasts Platones pagasts Salgales pagasts Sesavas pagasts Svētes pagasts Valgundes pagasts Vilces pagasts Vircavas pagasts Zaļenieku pagasts | 1604,08      | 31.484        | 019,6                       |
| 13  | Krāslava        |        | Krāslava   | 2 Dagda Krāslava                           | 11 Aulejas pagasts Indras pagasts Izvaltas pagasts Kalniešu pagasts Kaplavas pagasts Krāslavas pagasts Kombuļu pagasts Piedrujas pagasts Robežnieku pagasts Skaistas pagasts Ūdrīšu pagasts | 2288,85      | 20.602        | 009                         |
| 14  | Kuldīga         |        | Kuldīga    | 2 Kuldīga Skrunda                          | 18 Alsungas pagasts Ēdoles pagasts Gudenieku pagasts Īvandes pagasts Kabiles pagasts Kurmāles pagasts Laidu pagasts Nīkrāces pagasts Padures pagasts Pelču pagasts Raņķu pagasts Rendas pagasts Rudbāržu pagasts Rumbas pagasts Skrundas pagasts Snēpeles pagasts Turlavas pagasts Vārmes pagasts | 2505,15      | 27.190        | 010,9                       |
| 15  | Ķekava          |        | Ķekava     | 2 Baldone Baloži                           | 03 Baldones pagasts Daugmales pagasts Ķekavas pagasts | 0444,26      | 30.608        | 068,9                       |
| 16  | Limbaži         |        | Limbaži    | 5 Ainaži Aloja Limbaži Salacgrīva Staicele | 14 Ainažu pagasts Alojas pagasts Braslavas pagasts Brīvzemnieku pagasts Katvaru pagasts Liepupes pagasts Limbažu pagasts Pāles pagasts Salacgrīvas pagasts Skultes pagasts Staiceles pagasts Umurgas pagasts Vidrižu pagasts Viļķenes pagasts | 2440,96      | 27.700        | 011,3                       |
| 17  | Līvāni          |        | Līvāni     | 1 (Līvāni)                                 | 05 Jersikas pagasts Rožupes pagasts Rudzātu pagasts Sutru pagasts Turku pagasts | 0622,57      | 10.361        | 016,6                       |
| 18  | Ludza           |        | Ludza      | 3 Kārsava Ludza Zilupe                     | 22 Blontu pagasts Briģu pagasts Ciblas pagasts Cirmas pagasts Goliševas pagasts Isnaudas pagasts Istras pagasts Lauderu pagasts Līdumnieku pagasts Malnavas pagasts Mežvidu pagasts Mērdzenes pagasts Nirzas pagasts Ņukšu pagasts Pasienes pagasts Pildas pagasts Pureņu pagasts Pušmucovas pagasts Rundēnu pagasts Salnavas pagasts Zaļesjes pagasts Zvirgzdenes pagasts | 2411,35      | 20.971        | 008,7                       |
| 19  | Madona          |        | Madona     | 1 (Madona)                                 | 19 Aronas pagasts Barkavas pagasts Bērzaunes pagasts Cesvaines pagasts Dzelzavas pagasts Ērgļu pagasts Indrānu pagasts Jumurdas pagasts Kalsnavas pagasts Lazdonas pagasts Liezēres pagasts Ļaudonas pagasts Mārcienas pagasts Mētrienas pagasts Ošupes pagasts Praulienas pagasts Sarkaņu pagasts Sausnējas pagasts Vestienas pagasts | 3076,75      | 27.836        | 09                          |
| 20  | Mārupe          |        | Mārupe     | 0                                          | 03 Babītes pagasts Mārupes pagasts Salas pagasts | 0347,31      | 34.566        | 099,5                       |
| 21  | Ogre            |        | Ogre       | 4 Ikšķile Ķegums Lielvārde Ogre            | 16 Birzgales pagasts Jumpravas pagasts Krapes pagasts Ķeipenes pagasts Lauberes pagasts Lēdmanes pagasts Lielvārdes pagasts Madlienas pagasts Mazozolu pagasts Meņģeles pagasts Ogresgala pagasts Rembates pagasts Suntažu pagasts Taurupes pagasts Tīnūžu pagasts Tomes pagasts | 1839,42      | 57.593        | 031,3                       |
| 22  | Olaine          |        | Olaine     | 1 (Olaine)                                 | 01 (Olaines pagasts) | 0308,68      | 20.096        | 065,1                       |
| 23  | Preiļi          |        | Preiļi     | 1 (Preiļi)                                 | 14 Aglonas pagasts Aizkalnes pagasts Galēnu pagasts Pelēču pagasts Preiļu pagasts Riebiņu pagasts Rožkalnu pagasts Rušonas pagasts Saunas pagasts Silajāņu pagasts Sīļukalna pagasts Stabulnieku pagasts Upmalas pagasts Vārkavas pagasts | 1413,43      | 16.239        | 011,5                       |
| 24  | Rēzekne         |        | Rēzekne    | 1 (Viļāni)                                 | 28 Audriņu pagasts Bērzgales pagasts Čornajas pagasts Dekšāres pagasts Dricānu pagasts Feimaņu pagasts Gaigalavas pagasts Griškānu pagasts Ilzeskalna pagasts Kantinieku pagasts Kaunatas pagasts Lendžu pagasts Lūznavas pagasts Mākoņkalna pagasts Maltas pagasts Nagļu pagasts Nautrēnu pagasts Ozolaines pagasts Ozolmuižas pagasts Pušas pagasts Rikavas pagasts Sakstagala pagasts Silmalas pagasts Sokolku pagasts Stoļerovas pagasts Stružānu pagasts Vērēmu pagasts Viļānu pagasts | 2810,90      | 28.361        | 010,1                       |
| 25  | Ropaži          |        | Ropaži     | 1 (Vangaži)                                | 03 Garkalnes pagasts Ropažu pagasts Stopiņu pagasts | 0536,12      | 32.576        | 060,8                       |
| 26  | Salaspils       |        | Salaspils  | 1 (Salaspils)                              | 01 (Salaspils pagasts) | 0122,81      | 23.137        | 188,4                       |
| 27  | Saldus          |        | Saldus     | 2 Brocēni Saldus                           | 19 Blīdenes pagasts Cieceres pagasts Ezeres pagasts Gaiķu pagasts Jaunauces pagasts Jaunlutriņu pagasts Kursīšu pagasts Lutriņu pagasts Nīgrandes pagasts Novadnieku pagasts Pampāļu pagasts Remtes pagasts Rubas pagasts Saldus pagasts Šķēdes pagasts Vadakstes pagasts Zaņas pagasts Zirņu pagasts Zvārdes pagasts | 2179,43      | 26.541        | 012,2                       |
| 28  | Saulkrasti      |        | Saulkrasti | 1 (Saulkrasti)                             | 02 Saulkrastu pagasts Sējas pagasts | 0277,79      | 09.237        | 033,3                       |
| 29  | Sigulda         |        | Sigulda    | 1 (Sigulda)                                | 07 Allažu pagasts Inčukalna pagasts Krimuldas pagasts Lēdurgas pagasts Mālpils pagasts Mores pagasts Siguldas pagasts | 1029,90      | 30.735        | 029,8                       |
| 30  | Smiltene        |        | Smiltene   | 1 (Smiltene)                               | 14 Apes pagasts Bilskas pagasts Blomes pagasts Brantu pagasts Drustu pagasts Gaujienas pagasts Grundzāles pagasts Launkalnes pagasts Palsmanes pagasts Raunas pagasts Smiltenes pagasts Trapenes pagasts Variņu pagasts Virešu pagasts | 1801,32      | 17.799        | 009,9                       |
| 31  | Talsi           |        | Talsi      | 4 Sabile Stende Talsi Valdemārpils         | 18 Abavas pagasts Ārlavas pagasts Balgales pagasts Dundagas pagasts Ģibuļu pagasts Īves pagasts Kolkas pagasts Ķūļciema pagasts Laidzes pagasts Laucienes pagasts Lībagu pagasts Lubes pagasts Mērsraga pagasts Rojas pagasts Strazdes pagasts Valdgales pagasts Vandzenes pagasts Virbu pagasts | 2750,78      | 34.947        | 012,7                       |
| 32  | Tukums          |        | Tukums     | 2 Kandava Tukums                           | 21 Cēres pagasts Degoles pagasts Džūkstes pagasts Engures pagasts Irlavas pagasts Jaunpils pagasts Jaunsātu pagasts Kandavas pagasts Lapmežciema pagasts Lestenes pagasts Matkules pagasts Pūres pagasts Sēmes pagasts Slampes pagasts Smārdes pagasts Tumes pagasts Vānes pagasts Viesatu pagasts Zantes pagasts Zemītes pagasts Zentenes pagasts | 2450,22      | 43.692        | 017,8                       |
| 33  | Valka           |        | Valka      | 1 (Valka)                                  | 05 Ērģemes pagasts Kārķu pagasts Valkas pagasts Vijciema pagasts Zvārtavas pagasts | 0908,83      | 07.480        | 008,2                       |
| 34  | Valmiera        |        | Valmiera   | 5 Mazsalaca Rūjiena Seda Strenči Valmiera  | 26 Bērzaines pagasts Brenguļu pagasts Burtnieku pagasts Dikļu pagasts Ēveles pagasts Ipiķu pagasts Jeru pagasts Jērcēnu pagasts Kauguru pagasts Kocēnu pagasts Ķoņu pagasts Lodes pagasts Matīšu pagasts Mazsalacas pagasts Naukšēnu pagasts Plāņu pagasts Ramatas pagasts Rencēnu pagasts Sēļu pagasts Skaņkalnes pagasts Trikātas pagasts Vaidavas pagasts Valmieras pagasts Vecates pagasts Vilpulkas pagasts Zilākalna pagasts                                                          | 2947,91      | 50.565        | 017,2                       |
| 35  | Ventspils       |        | Ventspils  | 1 (Piltene)                                | 12 Ances pagasts Jūrkalnes pagasts Piltenes pagasts Popes pagasts Puzes pagasts Tārgales pagasts Ugāles pagasts Usmas pagasts Užavas pagasts Vārves pagasts Ziru pagasts Zlēku pagasts | 2458,62      | 10.523        | 004,3                       |

(Stand der Einwohnerzahlen: 1. Januar 2022)